# 13. Waffen-Gebirgs-Division der SS Handschar (kroatische Nr. 1)

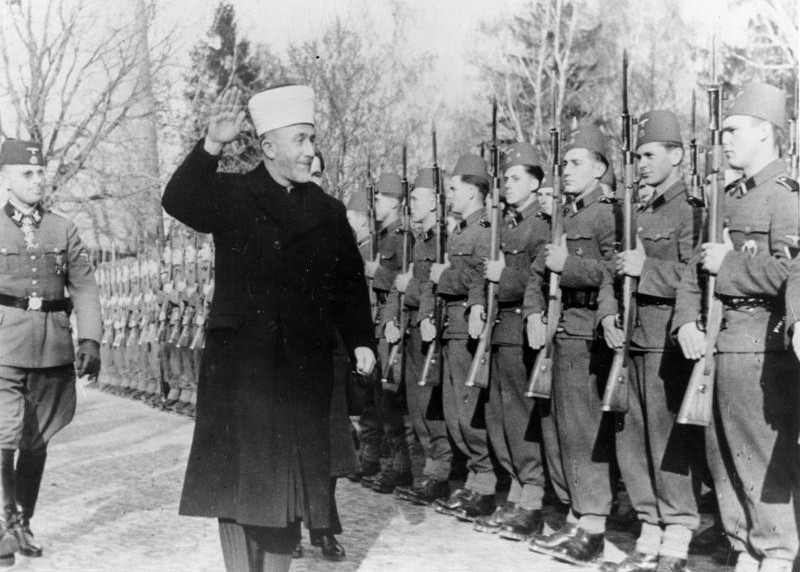
Stormuftin av Jerusalem Haj Amin al-Husseini och SS-Brigadeführer Karl-Gustav Sauberzweig, med hedersvakt från Division "Handschar" i november 1943.

13. Waffen-Gebirgs-Division der SS Handschar (kroatische Nr 1) var ett SS-förband, som bildades för att de tyska trupperna skulle kunna rekrytera bosniaker under det andra världskriget.
Benämningen "Kroatische Nr. 1" syftar på den Oberoende staten Kroatien, som var en av Nazitysklands lydstater. Divisionen bestod till 90 % av bosniaker (övervägande muslimer) och övriga 10 % utgjordes av bosnienkroater (övervägande katoliker).
Soldaterna motiverades med löften om att få försvara sina hemorter mot partisaner och chetnik-förband och etniskt rensa serber från dessa områden genom folkmord. Namnet "Handschar" syftade på benämningen för den traditionella korta sabel som användes som symbol för denna militära enhet.

## Tillkomst
Förbandet kom till på initiativ av Heinrich Himmler som hade imponerats av muslimska krigares mod i strid. Inom islam fanns tanken på shahid, martyrskap efter döden för soldater, vilket Himmler fann intressant.
På våren 1943 bildades förbandet med tyskar och kroater som befäl och främst bosniska muslimer som soldater. Heinrich Himmler ansåg även att kroater, och därmed även bosniska muslimer, som ansågs som kroater med muslimsk tro, var rena arier av ostrogotiskt ursprung, som bosatte området på 400-talet. På grund av sitt så kallade germanska ursprung, samt det allt mer tilltagande behovet av soldater, garanterades dessa en plats i SS.
Stormuftin av Jerusalem Haj Amin al-Husseini, vilken under det andra världskriget tjänstgjorde som Gruppenführer inom SS, arbetade med att rekrytera muslimska frivilliga till den tyska krigsmakten, främst i Balkan. Hans insatser härvidlag har ansetts som mycket betydelsefulla. I april 1943 kom han exempelvis till Sarajevo, där han mottogs entusiastiskt, och träffade bland andra Uzeiraga Hadzihasanovic och hadzi-Mujaga Merhemic, vilka han redan 1931 hade knutit kontakter med i samband med den all-islamska konferensen i Jerusalem. Han verkade vid sitt besök kraftfullt för att muslimer skulle ansluta sig till Waffen-SS. I maj 1943 överfördes al-Husseini formellt till SS högkvarter, där han deltog i rekryteringen av SS män från Balkan, Sovjet, Mellanöstern och Nordafrika. Ett stort antal muslimer kom också att tjänstgöra inom Waffen-SS, och divisionerna 13. Waffen-Gebirgs-Division der SS Handschar (kroatische Nr. 1), 21. Waffen-Gebirgs-Division der SS Skanderbeg (albanische Nr. 1) och 23. Waffen-Gebirgs-Division der SS Kama (kroatische Nr. 2) bestod huvudsakligen av muslimer. För att tillgodose behovet av imamer inom SS, och då särskilt dess fältförband, startade SS en imamutbildning i Dresden, för vilken al-Husseini skall ha haft ett övergripande inflytande över.

## Verksamhet

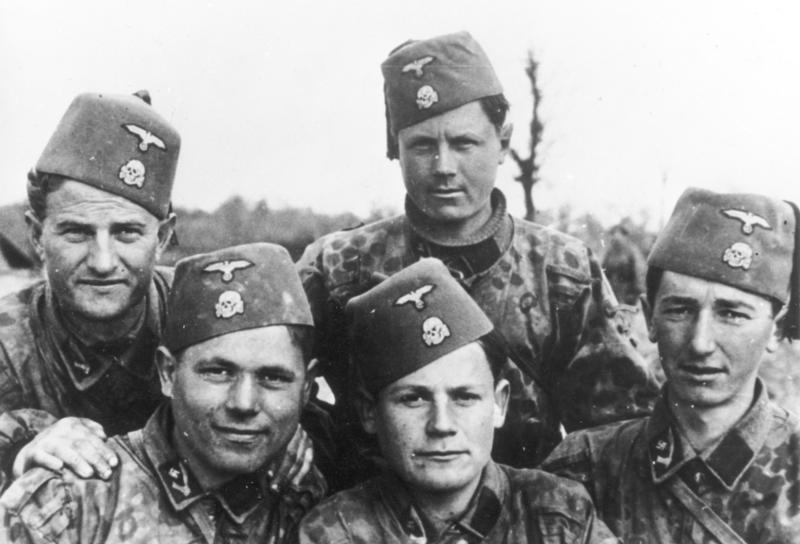
Bosniska SS-frivilliga från 13. Gebirgs-Div. "Handschar" 1943.

Divisionen genomförde förbandsövningar i Villefranche-de-Rouergue nära Toulouse i Frankrike. Under övningarna utbröt motstånd därför att soldaterna ville till Bosnien för att skydda den egna hembygden. Upproret slogs snabbt ned och ledarna arkebuserades
När de tyska styrkorna retirerade från området i september 1944 lämnade ett stort antal av soldaterna förbandet.
Förbandet var inte längre av en divisions storlek utan snarast en brigad, deltog i strider i Kroatien och Ungern. Vid krigets slut kapitulerade resten av förbandet, som befann sig under en längre period på österrikisk mark, till brittiska trupper nära Klagenfurt i Österrike.

## Befälhavare
Divisionens befälhavare:
- SS-Standartenführer der Reserve Herbert von Obwurzer (9 mars 1943 – 9 augusti 1943)
- SS-Brigadeführer Karl-Gustav Sauberzweig (9 augusti 1943 – 19 juni 1944)
- SS-Brigadeführer Desiderius Hampel (19 juni 1944 – 8 maj 1945)